# Třída Ha-201
Ponorky třídy Ha-201 (japonsky 波二百一型潜水艦, Ha 201 gata sensuikan), též typ Sen Taka Šó[zdroj⁠?!], byla třída malých vysokorychlostních ponorek Japonského císařského námořnictva z konce druhé světové války. Jejich hlavním úkolem byla obrana Japonska proti očekávanému spojeneckému vylodění (viz Operace Downfall). Společně s větším třídy I-201 (typem Sen Taka) představovaly nejpokročilejší japonské druhoválečné ponorky. Vyznačovaly se zejména vysokou rychlostí plavby pod hladinou. Vzhledem ke konci války se podařilo dokončit pouze deset z plánovaných 79 ponorek tohoto typu. Ponorky nebyly bojově nasazeny.

## Stavba

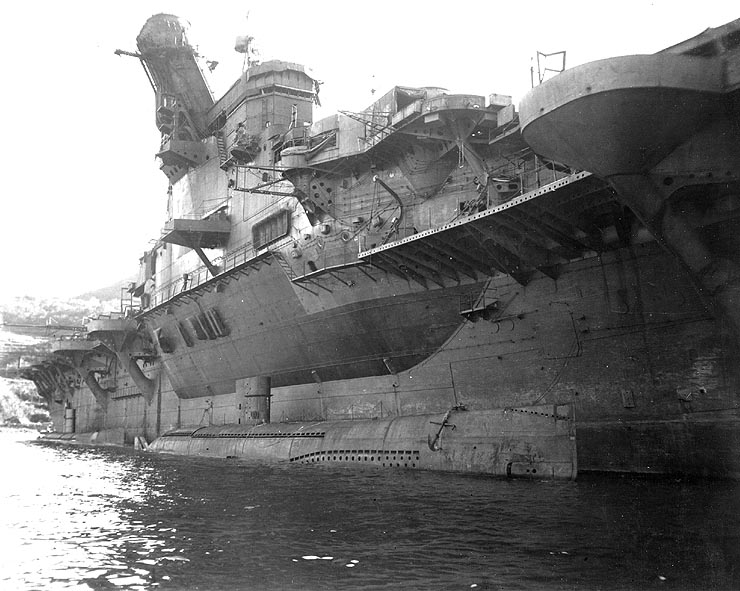
Dvě ponorky třídy Ha-201 zakotvené v Sasebo u boku letadlové lodě Džunjó, září 1945

Ponorky této třídy byly vyvíjeny s ohledem na dosažení vysoké rychlosti plavby pod hladinou. S takovými projekty už země měla zkušenosti. Miniponorky typu Kó-hjóteki dosahovaly pod hladinou rychlosti až 19 uzlů a využity byly i zkušenosti s experimentální ponorkou č. 71, dokončenou roku 1938. Z nich[zdroj⁠?!] byla převzata některá pokročilá řešení, například použití dlouhého a úzkého trupu s dlouplášťovou[zdroj⁠?!] konstrukcí a zmenšeným hydrodynamickým odporem, proudnicový tvar velitelské věže a jediný lodní šroub, před kterým byla umístěna kormidla. Pro urychlení stavby byly jednotlivé sekce ponorek vyráběny odděleně, ve velkém měřítku též bylo využito svařování. Díky tomu byla prototypová ponorka hotova za tři měsíce a sériové kusy za čtyři až pět měsíců. Objednáno bylo celkem 79 ponorek této třídy, jejich dokončení zabránil konec války. Kýl se podařilo založit u čtyřiceti ponorek a dokončeno jich bylo deset.

## Konstrukce

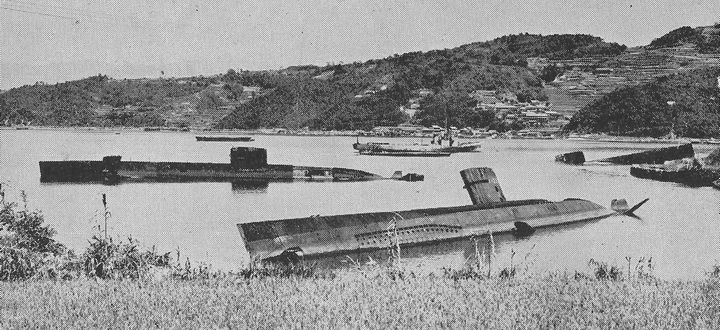
Opuštěná ponorka třídy Ha-201 (v popředí) na základně v Sasebo

Ponorky měly proudnicově tvarovaný dvouplášťový trup a proudnicově tvarovanou věž. Ponoření ponorce trvalo 15 sekund. Výzbroj představoval jeden 7,7mm kulomet a dva příďové 533mm torpédomety. Celkem byla nesena čtyři torpéda. Pohonný systém tvořil jeden diesel Kampon o výkonu 400 hp a jeden elektromotor o výkonu 1250 hp, pohánějící jeden lodní šroub. Nejvyšší rychlost dosahovala 10,5 uzlu na hladině a třináct uzlů pod hladinou. Dosah byl 3000 námořních mil při deseti uzlech na hladině a sto námořních mil při dvou uzlech pod hladinou. Operační hloubka ponoru dosahovala sto metrů.